# Kerebeeranahalli, Bhadravati
Kerebeeranahalli là một làng thuộc tehsil Bhadravati, huyện Shimoga, bang Karnataka, Ấn Độ.